# Les Chimères de Vénus
Les Chimères de Vénus est une série de bande dessinée française, créée en 2020 par Alain Ayroles au scénario et Étienne Jung au dessin. Cette série est dérivée de l’univers du Château des étoiles créée par Alex Alice en 2014. 
Prenant place dans l’univers steampunk du Château des étoiles de la fin du XIXe siècle, Les Chimères de Vénus narre les aventures de l’actrice Hélène Martin parti à la recherche de son fiancé sur la planète Vénus.

## Synopsis
À la recherche de son amant, le poète Aurélien d'Hormont, évadé des bagnes de Napoléon III, l'actrice Hélène Martin embarque à bord d'un grand vaisseau spatial en direction de Vénus, théâtre de la confrontation entre colons britanniques et français.
À son arrivée sur la planète, Hélène Martin monte une expédition pour retrouver son amant, et s'enfonce dans une jungle inhospitalière, peuplée de dinosaures et de mystérieuses créatures.

## Histoire éditoriale
À partir de 2014, Alex Alice  publie une série de bande dessinée qui met en scène la confrontation entre la France et la Prusse pour la conquête de Mars. Lorsqu'il imagine sa série, il propose à Alain Ayroles d'en écrire le scénario. Non disponible, ce dernier décline. Lorsque quelques années plus tard, Alex Alice a l'idée de créer des séries dérivées du Château des étoiles chacune centrée sur une planète différente du système solaire, il revient vers Alain Ayroles. Le scénariste accepte en optant pour la planète Vénus. Alex Alice lui propose de collaborer avec le dessinateur Étienne Jung.
En miroir à son choix s'établir son récit sur la planète Vénus, Alain Ayroles choisit une figure féminine comme personnage principal. C’est également en pensant à La Belle Hélène de Jacques Offenbach, créé dans les années 1860, qu’il fait de l'héroïne, Hélène Martin, une actrice de l'opéra bouffe.
À l'instar du Château des étoiles, prépublié sous forme de journaux,  Alain Ayroles et Étienne Jung propose leur propre création dans les gazettes no 13 de janvier 2020 à no 18 de juin 2021 en marge de l'histoire d'Alex Alice. Ce dernier leur laisse une véritable liberté de création, s'assurant simplement de la cohérence scénaristique de leur série avec l'univers du Château des étoiles :
1. Terres interdites (janvier 2020)

1. La Citadelle hors du temps (février 2020)

1. De l'éther à la Terre (mars 2020)

1. Notre-Dame de Mars (mai 2020)

1. L'Exposition interplanétaire de 1875 (mars 2021)

1. Vénus marsienne (juin 2021)

Les gazettes no 20, no 21 et no 22 sont uniquement dédiées au récit Les Chimères de Vénus :
1. Océans d’outre-espace (avril 2023)

1. Britannia Anadyomèn (avril 2023)

1. Abysses d’outre-éther (octobre 2023)

## Publications
- 1. Les Chimères de Vénus (vol. 1/3), Rue de Sèvres, 24 mars 2021
Scénario : Alain Ayroles - Dessin : Étienne Jung -  (ISBN 978-2369811879)
- 2. Les Chimères de Vénus (vol. 2/3), Rue De Sèvres, 10 mai 2023
Scénario : Alain Ayroles - Dessin : Étienne Jung -  (ISBN 978-2369810308)

## Récompenses
Le tome 1 des Les Chimères de Vénus est récompensé du Prix ActuSF de l'uchronie en 2021 dans la catégorie « Graphisme ».

### Documentation
- Pierre Garrigues, « Les Chimères de Vénus, T. 1 - Par Ayroles et Jung - Rue de Sèvres », sur ActuaBD, 23 mars 2021.
- M. Moubariki, « Les chimères de Vénus 1. Vol. 1/3 », sur BD Gest', 1er avril 2021.

### Interview
- BennyB (Intervieweur), Alain Ayroles et Étienne Jung, « « Les chimères de Vénus » : interview d’Alain Ayroles et Étienne Jung à Quai des Bulles », sur La Loutre masquée, 5 décembre 2023